# 入間市
入間市（いるまし）は、埼玉県の南西部に位置する市。人口は約14万3千人。狭山市に次ぐ県内13位。1966年（昭和41年）市制施行。

## 地理
市の東南に狭山丘陵、西北に加治丘陵が位置している。また、茶（狭山茶）の産地としても知られ、茶畑は市域の約10分の1を占める。
市の東北部には狭山市の市域とまたがって入間基地がある。一方、市の西北部には荒川の主支流の入間川が流れている。
- 河川: 入間川、霞川、不老川
- 丘陵: 加治丘陵、狭山丘陵

## 歴史
奈良時代には、前内出窯、平安時代には、須恵器窯跡群である東金子窯跡群（窯跡群としては前内出窯を含む）が操業していた。そのうち、八幡前窯跡群や新久窯跡群は、埼玉県南部の集落に須恵器を広く供給するのみならず、武蔵国分寺の塔再建の瓦などを生産していた。
市内の中核を成していた扇町屋商店街はかつて日光脇往還・八王子通り大山道の宿場町として栄えた名残りである。
- 1938年（昭和13年）陸軍航空士官学校（現航空自衛隊入間基地）が開設。
- 1945年（昭和20年）陸軍航空士官学校は戦後進駐軍に接収され、翌1946年「ジョンソン基地」と命名される。
- 1956年（昭和31年）9月30日、豊岡町、金子村、宮寺村、藤沢村、西武町の一部（旧東金子村）が合併し、入間市の前身となる武蔵町（むさしまち）が発足[2]。
- 1958年（昭和33年）10月14日、元狭山村の一部を合併[3]。
- 1958年（昭和33年）航空自衛隊入間基地が発足する。
- 1966年（昭和41年）11月1日、武蔵町を入間町と改称した[4]上で即日市制施行[5]。入間市となる。
  - 入間と狭山の地名は入り組んだものになった。その後狭山市では2009年4月、地名混同を避けるため旧入間村に由来する地域名「入間地区」を入間村成立以前の村名に由来する「入曽地区」に改め、狭山市内の「入間地区」の名称は公式には廃止となり、現在は一部の自治会名や事業者等に残るのみとなっている。
- 1967年（昭和42年）4月1日、西武町を合併[6]。ほぼ現在の市域となる。
- 1978年（昭和53年）ジョンソン基地が全面返還される。
- 1983年（昭和58年）4月1日、狭山市との境界が変更され、現在の市域となる[7]。
- 1987年（昭和62年）武蔵藤沢駅周辺土地区画整理事業が開始される。
- 2021年（令和3年）9月11日・12日、入間市として初の試みである公開事業仕分け「入間ドック」を実施[8]。
- 2023年 （令和5年）5月 県内自治体初となる「パーパス～心豊かでいられる、「未来の原風景」を創造し伝承する～」を策定する[9]。

### 市名の由来
古代の律令制施行による国郡里制以来の郡名「入間郡」に由来する。
1966年（昭和41年）11月1日の市制施行にあたって市名を一般公募し、応募者数2332人、応募市名297点の中から3位の「入間」（いるま）が選ばれた。なお、1位は東豊岡市（豊岡市と区別するために「東」を冠した）、2位は武蔵市であった。選出理由については、
- この地域は昔から「入間野」と呼ばれており[12]、この地域で作られる生産物に「入間」の文字が一般的に用いられている。
- 「入」の字は「豊かな収入」を、「間」の字は「太陽を囲んだ平和な生活を営むこと」を表す。

とされる。

### 市章について
入間の「入」を若鷲の形にし、円は円満、融和と団結、中央の白い部分で市の躍進向上を表している。

### 狭山市との合併構想
狭山市・入間市合併協議会を設置し、狭山市との合併を検討していた。合併期日は2006年1月1日とし、合併方式は新設（対等）合併、新市名は「狭山市」、新市庁舎は現狭山市役所とすることとした。しかし、2005年1月30日に集計された市民へのアンケートで合併反対が多数となり、住民投票でも合併反対が多数となったため、合併協議会は同年2月3日に解散した。

## 人口
| |                                        |  |
| 入間市と全国の年齢別人口分布（2005年） | 入間市の年齢・男女別人口分布（2005年） |  |
| ■紫色 ― 入間市 ■緑色 ― 日本全国 | ■青色 ― 男性 ■赤色 ― 女性              |  |
| 入間市（に相当する地域）の人口の推移 \| 1970年（昭和45年） \| 65,369人 \| \| \| 1975年（昭和50年） \| 83,997人 \| \| \| 1980年（昭和55年） \| 104,034人 \| \| \| 1985年（昭和60年） \| 118,603人 \| \| \| 1990年（平成2年） \| 137,585人 \| \| \| 1995年（平成7年） \| 144,402人 \| \| \| 2000年（平成12年） \| 147,909人 \| \| \| 2005年（平成17年） \| 148,576人 \| \| \| 2010年（平成22年） \| 149,879人 \| \| \| 2015年（平成27年） \| 148,390人 \| \| \| 2020年（令和2年） \| 145,651人 \| \| |                                        |  |
| 総務省統計局 国勢調査より |                                        |  |
| 1970年（昭和45年） | 65,369人                               |  |
| 1975年（昭和50年） | 83,997人                               |  |
| 1980年（昭和55年） | 104,034人                              |  |
| 1985年（昭和60年） | 118,603人                              |  |
| 1990年（平成2年） | 137,585人                              |  |
| 1995年（平成7年） | 144,402人                              |  |
| 2000年（平成12年） | 147,909人                              |  |
| 2005年（平成17年） | 148,576人                              |  |
| 2010年（平成22年） | 149,879人                              |  |
| 2015年（平成27年） | 148,390人                              |  |
| 2020年（令和2年） | 145,651人                              |  |

- 2003年12月16日、登録人口が15万人を突破したと報じられたが、その後は減少傾向にある。
- 2021年の人口は約14万5000人。

## 地域

### 町名
入間市では、一部の区域で住居表示に関する法律に基づく住居表示が実施されている。
| 豊岡地区           | 豊岡地区         | 豊岡地区                                                           | 豊岡地区                                               | 豊岡地区             |
| 町名               | 町名の読み       | 住居表示実施年月日                                                 | 住居表示実施直前の町名                                 | 備考                 |
| ------------------ | ---------------- | ------------------------------------------------------------------ | ------------------------------------------------------ | -------------------- |
| 東町一〜七丁目     | あずまちょう     | 1968年11月1日                                                      | 大字扇町屋、大字善蔵新田、大字黒須、大字下藤沢の各一部 |                      |
| 東町一〜七丁目     | あずまちょう     | 1982年8月1日、大字扇町屋、大字善蔵新田の各一部を東町七丁目に編入。 |                                                        |                      |
| 扇台一〜六丁目     | おうぎだい       | 1982年8月1日                                                       | 大字扇町屋、大字高倉の各一部                           |                      |
| 大字扇町屋         | おうぎまちや     | 未実施                                                             |                                                        |                      |
| 扇町屋一〜五丁目   | おうぎまちや     | 1966年11月1日（一〜四）                                            | 大字扇町屋、大字高倉の各一部                           |                      |
| 扇町屋一〜五丁目   | おうぎまちや     | 1968年11月1日（五）                                                | 大字扇町屋、大字小谷田の各一部                         |                      |
| 鍵山一〜三丁目     | かぎやま         | 1966年11月1日（一・二）                                            | 大字黒須、大字高倉の各一部                             |                      |
| 鍵山一〜三丁目     | かぎやま         | 1968年11月1日（三）                                                | 大字黒須、大字高倉の各一部                             |                      |
| 春日町一・二丁目   | かすがちょう     | 1966年11月1日                                                      | 大字黒須の一部                                         |                      |
| 河原町             | かわらまち       | 1966年11月1日                                                      | 大字黒須の一部                                         |                      |
| 久保稲荷一〜五丁目 | くぼいなり       | 未実施                                                             |                                                        | 町名地番整理実施区域 |
| 大字黒須           | くろす           | 未実施                                                             |                                                        |                      |
| 黒須一・二丁目     | くろす           | 1966年11月1日                                                      | 大字黒須の一部                                         |                      |
| 向陽台一・二丁目   | こうようだい     | 未実施                                                             |                                                        | 町名地番整理実施区域 |
| 大字善蔵新田       | ぜんぞうしんでん | 未実施                                                             |                                                        |                      |
| 大字高倉           | たかくら         | 未実施                                                             |                                                        |                      |
| 高倉一〜五丁目     | たかくら         | 年月日                                                             |                                                        |                      |
| 豊岡一〜五丁目     | とよおか         | 1966年11月1日（一〜三）                                            | 大字扇町屋、大字黒須の各一部                           |                      |
| 豊岡一〜五丁目     | とよおか         | 1968年11月1日（四・五）                                            | 大字扇町屋、大字高倉の各一部                           |                      |
| 宮前町             | みやまえちょう   | 1966年11月1日                                                      | 大字黒須の一部                                         |                      |
| 東金子地区         |                  |                                                                    |                                                        |                      |
| 町名               | 町名の読み       | 住居表示実施年月日                                                 | 住居表示実施直前の町名                                 | 備考                 |
| 大字新久           | あらく           | 未実施                                                             |                                                        |                      |
| 牛沢町             | うしざわちょう   | 1968年11月1日                                                      | 大字小谷田の一部                                       |                      |
| 上小谷田一〜三丁目 | うえごやた       | 年月日                                                             |                                                        |                      |
| 大字小谷田         | こやた           | 未実施                                                             |                                                        |                      |
| 小谷田一〜四丁目   | こやた           | 年月日                                                             |                                                        |                      |
| 大字狭山ヶ原       | さやまがはら     | 未実施                                                             |                                                        |                      |
| 狭山台四丁目       | さやまだい       | 未実施                                                             |                                                        | 町名地番整理実施区域 |
| 森坂               | もりさか         | 年月日                                                             |                                                        |                      |
| 金子地区           |                  |                                                                    |                                                        |                      |
| 町名               | 町名の読み       | 住居表示実施年月日                                                 | 住居表示実施直前の町名                                 | 備考                 |
| 金子中央           | かねこちゅうおう | 未実施                                                             |                                                        | 町名地番整理実施区域 |
| 大字上谷ヶ貫       | かみやがぬき     | 未実施                                                             |                                                        |                      |
| 大字下谷ヶ貫       | しもやがぬき     | 未実施                                                             |                                                        |                      |
| 大字寺竹           | てらだけ         | 未実施                                                             |                                                        |                      |
| 大字中神           | なかがみ         | 未実施                                                             |                                                        |                      |
| 大字西三ツ木       | にしみつぎ       | 未実施                                                             |                                                        |                      |
| 大字根岸           | ねぎし           | 未実施                                                             |                                                        |                      |
| 大字花ノ木         | はなのき         | 未実施                                                             |                                                        |                      |
| 狭山台三丁目       | さやまだい       | 未実施                                                             |                                                        | 町名地番整理実施区域 |
| 三ツ木台           | みつぎだい       | 未実施                                                             |                                                        | 町名地番整理実施区域 |
| 大字南峯           | みなみみね       | 未実施                                                             |                                                        |                      |
| 大字木蓮寺         | もくれんじ       | 未実施                                                             |                                                        |                      |
| 宮寺・二本木地区   |                  |                                                                    |                                                        |                      |
| 町名               | 町名の読み       | 住居表示実施年月日                                                 | 住居表示実施直前の町名                                 | 備考                 |
| 大字駒形富士山     | こまがたふじやま | 未実施                                                             |                                                        |                      |
| 大字狭山台         | さやまだい       | 未実施                                                             |                                                        |                      |
| 狭山台一・二丁目   | さやまだい       | 未実施                                                             |                                                        | 町名地番整理実施区域 |
| 大字高根           | たかね           | 未実施                                                             |                                                        |                      |
| 大字二本木         | にほんぎ         | 未実施                                                             |                                                        |                      |
| 宮寺               | みやでら         | 未実施                                                             |                                                        |                      |
| 藤沢地区           |                  |                                                                    |                                                        |                      |
| 町名               | 町名の読み       | 住居表示実施年月日                                                 | 住居表示実施直前の町名                                 | 備考                 |
| 大字上藤沢         | かみふじさわ     | 未実施                                                             |                                                        |                      |
| 下藤沢一～五丁目   | しもふじさわ     | 未実施                                                             |                                                        | 町名地番整理実施区域 |
| 大字下藤沢         | しもふじさわ     | 未実施                                                             |                                                        |                      |
| 東藤沢一〜八丁目   | ひがしふじさわ   | 1987年11月1日（一〜五）                                            | 大字下藤沢、大字上藤沢の各一部                         |                      |
| 東藤沢一〜八丁目   | ひがしふじさわ   | 1990年10月1日（六〜八）                                            | 大字下藤沢、大字上藤沢の各一部                         |                      |
| 西武地区           |                  |                                                                    |                                                        |                      |
| 町名               | 町名の読み       | 住居表示実施年月日                                                 | 住居表示実施直前の町名                                 | 備考                 |
| 大字新光           | しんこう         | 未実施                                                             |                                                        |                      |
| 大字野田           | のだ             | 未実施                                                             |                                                        | 一部で地番整理実施   |
| 大字仏子           | ぶし             | 未実施                                                             |                                                        |                      |

### 郵便
郵便番号
- 358-00xx - 狭山郵便局管轄

2007年3月までは入間郵便局が集配業務をおこなっていたが、現在は狭山郵便局が狭山市と入間市を管轄している。
郵便局
- 入間郵便局
- 入間扇町屋郵便局
- 入間仏子郵便局
- 入間黒須郵便局
- 西武入間ぺぺ内郵便局
- 入間新久郵便局
- 入間上藤沢郵便局
- 入間下藤沢郵便局
- 西武郵便局
- 金子郵便局
- 宮寺郵便局

### 電話番号
市外局番等
- 04-200x・290x・292x〜296x・299x - 所沢MA（入間市、狭山市、所沢市）
  - 従来は「0429」であったが、電話番号逼迫対策のため、以下のように2度変更された。天気予報に関しては、従前と同じく「0429-177」となっている。
    - 1998年4月29日 - 「0429-xx」から「042-9xx」へ。
    - 2004年1月11日 - 「042-9xx」から「04-29xx」へ。

  - 千葉県の柏MA（我孫子市、柏市、流山市、野田市）や鴨川MA（鴨川市）も市外局番は「04」であるが、MAが異なるため、当該地域に発信する時は市外局番「04」を付ける必要がある。

### 住宅団地
※50戸以上のものを記載。
- UR（都市再生機構）
  - 入間黒須（黒須1）
  - 入間駅前プラザ（向陽台1）
  - 入間豊岡（豊岡1）
- 市営住宅
  - 池ノ下団地（大字小谷田）
- 県営住宅
  - 入間向陽台住宅（向陽台1）
  - 入間下藤沢住宅（下藤沢）
  - 入間上藤沢住宅（上藤沢）
  - 入間向原住宅（大字扇町屋）
  - 入間東久保住宅（東町4）
  - 入間霞川住宅（豊岡2、扇町屋2、高倉4）
  - 入間野田住宅（野田）
  - 入間宮の森住宅（野田）
- 分譲戸建て住宅
  - 西武ぶしニュータウン（新光）
  - 入間台団地（新久）
- 分譲集合住宅
  - 東町団地（東町5）
  - 入間扇町屋団地（久保稲荷1）
  - 入間ビレジ（春日町2）
  - 入間仏子団地（仏子）
  - 入間リバーサイド（仏子）
  - 元加治団地（野田）

## 行政
- 市長 - 杉島理一郎（すぎしま りいちろう、2020年11月18日就任、2期目）
- 副市長 - 濱川敦（2021年5月1日就任、1期目）

### 歴代市長
| 代   | 氏名       | 就任日         | 退任日         | 備考 |
| ---- | ---------- | -------------- | -------------- | ---- |
| 初代 | 三吉道雄   | 1966年11月1日  | 1976年         | 3期  |
| 2代  | 水村仁平   | 1976年11月18日 | 1992年11月17日 | 4期  |
| 3代  | 木下博     | 1992年11月18日 | 2012年11月17日 | 5期  |
| 4代  | 田中龍夫   | 2012年11月18日 | 2020年11月17日 | 2期  |
| 5代  | 杉島理一郎 | 2020年11月18日 | 現職           |      |

### 財政
2005-2009年度は地方交付税交付金不交付団体であった。

### 広域行政
一部事務組合
- 入間西部衛生組合 - 日高市とともにし尿処理を行っている。
- 埼玉県都市ボートレース企業団 - 飯能市､加須市､本庄市､東松山市、狭山市、春日部市、羽生市､鴻巣市､深谷市､上尾市、草加市､越谷市､朝霞市、さいたま市とともに戸田競艇の開催に関する事務を行っている。
- 瑞穂斎場組合 - 東京都の3市1町（福生市、羽村市、武蔵村山市、西多摩郡瑞穂町）とともに火葬場施設等の設置、管理に関する事務を行っている。
- 埼玉西部消防組合 - 所沢市、狭山市、入間市、飯能市、日高市からなる広域消防。入間市内には、入間消防署、藤沢分署、西武分署の1署2分署体制が敷かれている。

協議会
- 埼玉県西部地域まちづくり協議会 ‐ 飯能市、狭山市、所沢市、日高市とともに5市圏域の市民を対象とした交流事業（講演会やウォーキング大会などのイベント開催や、観光パンフレットの発行や図書館やスポーツ施設などの公共施設の相互利用及び広域での事業実施に向けた検討を行っている。当協議会の構想・計画の愛称は「ダイアプラン」。

広域連合
- 彩の国さいたま人づくり広域連合 - 埼玉県と県内全市町村で構成し、職員の人材の開発、交流及び職員採用活動に関する事務を行っている。
- 埼玉県後期高齢者医療広域連合 - 埼玉県内の全市町村で構成し、保険料の徴収を除く後期高齢者医療制度の事務を行っている。

### 国の施設
- 人事院 公務員研修所
- 防衛省 航空自衛隊 入間基地
- 防衛省 自衛隊入間病院（2022年3月17日開院）

### 県の施設
- 彩の森入間公園
- 埼玉県茶業研究所
- さいたま緑の森博物館

### 市の施設

#### 地区センター
2023年4月1日より、従来の支所及び公民館が地区センターに再編された。地区センターは従来の支所・公民館併設館（東金子・金子・宮寺・藤沢・西武）及び扇町屋・黒須・東藤沢公民館を改組及び整備したものである。その他の公民館は地区センター分館となった。なお、社会教育法による公民館の位置づけは継続される。
- 扇町屋地区センター
  - 久保稲荷分館
- 東町地区センター
- 黒須地区センター
  - 高倉分館
- 東金子地区センター
- 金子地区センター
- 宮寺・二本木地区センター
  - 二本木分館
- 藤沢地区センター
  - 藤の台分館
- 東藤沢地区センター
- 西武地区センター

#### 地区センター以外の施設
| - 教育センター - 産業文化センターB棟3階 - 学校給食センター - 産業文化センター ホールのあるA棟のほか、入間市立図書館のあるB棟を含む 。 - 図書館（本館） - 産業文化センターB棟1階 - 西武分館 - 金子分館 - 金子地区センターに併設 - 藤沢分館 - 藤沢地区センターに併設 - 体育館 - 武道館 - 西武市民運動場 - 黒須市民運動場 - 文化創造アトリエ「アミーゴ」 | - 入間市博物館「ALIT（アリット）」 - 青少年活動センター - 「イルミン」 市民活動センター・男女共同参画推進センター - 健康福祉センター - 老人福祉センター「やまゆり荘」 - 総合クリーンセンター - リサイクルプラザ - 防災センター ※常駐者なし - 農業研修センター - 農村環境改善センター |

##### かつて存在した施設
- 中央公民館・入間市市民会館（休止、再開の目処は立っていない）
- 勤労福祉センター（2021年3月31日廃止[18] ）
- 勤労者福祉サービスセンター - 産業文化センターA棟3階（2022年3月31日廃止[19] ）
- 納骨堂「入間永光苑」（2017年3月31日廃止[20] ）

### 消防
- 埼玉西部消防組合入間消防署（消防広域化前は入間市消防本部・入間市消防署）
  - 藤沢分署
  - 西武分署
- 入間市消防団

### 警察
2019年時点において警察署を持たない自治体としては国内で人口が最も多い。
- 狭山警察署（狭山市）
  - 武蔵藤沢駅前交番
  - 入間市駅前交番
    - 豊岡派遣所
    - 春日町連絡派出所

  - 西武交番
  - 東金子交番
  - 宮寺・二本木交番
  - 金子駐在所

## 議会

### 県議会
- 選挙区：西2区入間市選挙区
- 定数：2人
- 投票日：2023年4月9日
- 当日有権者数：122,053人
- 投票率：35.01％

| 候補者名   | 当落 | 年齢 | 党派名     | 新旧別 | 得票数   |
| ---------- | ---- | ---- | ---------- | ------ | -------- |
| 松本義明   | 当   | 35   | 自由民主党 | 新     | 13,867票 |
| 泉津井京子 | 当   | 42   | 立憲民主党 | 新     | 12,472票 |
| 金子勝良   | 落   | 55   | 自由民主党 | 新     | 8,308票  |
| 細田智也   | 落   | 31   | 無所属     | 新     | 6,539票  |
| 重藤慶     | 落   | 38   | 無所属     | 新     | 771票    |

### 衆議院
- 選挙区：埼玉9区（飯能市、狭山市、入間市、日高市、入間郡（毛呂山町、越生町））
- 任期：2021年10月31日 - 2025年10月30日
- 当日有権者数：404,689人
- 投票率：55.44％

| 当落 | 候補者名 | 年齢 | 所属党派   | 新旧別 | 得票数    | 重複 |
| ---- | -------- | ---- | ---------- | ------ | --------- | ---- |
| 当   | 大塚拓   | 48   | 自由民主党 | 前     | 117,002票 | ○    |
|      | 杉村慎治 | 45   | 立憲民主党 | 新     | 80,756票  | ○    |
|      | 神田三春 | 67   | 日本共産党 | 新     | 21,464票  |      |

## 経済

### 工業
市制施行以来、工場誘致を積極的に行い、県内有数の工業都市となっている。1966年（昭和41年）には武蔵工業団地を造成。さらに1993年（平成5年）には同工業団地に隣接する狭山台地区に狭山台工業団地造成事業を開始、1997年（平成9年）から同地にも工場誘致を行っている。
機械などの工場のほか、大消費地である東京への立地の近さを生かした食品製造工場も多い。
- フジパン 武蔵工場
- ポプラ社 入間物流センター
- NTT印刷　入間工場・狭山台工場
- 新光工業地域 - 飯能市にまたがる。
  - 帝都ゴム 本社・埼玉工場
  - 五輪パッキング 本社・新光工場
  - 株式会社奥井組 本社
- 立川ハウス工業 圏央工場

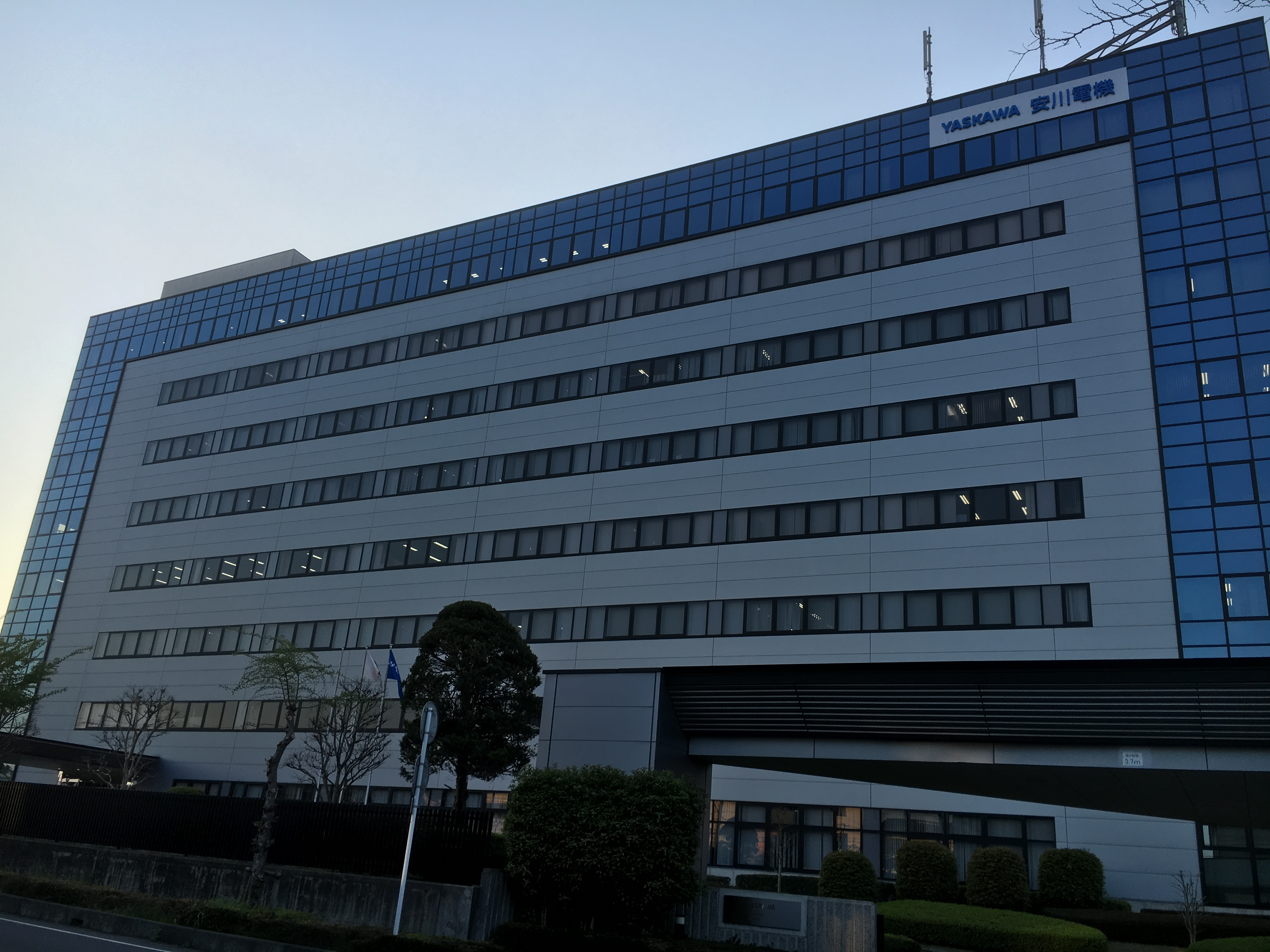
安川電機入間事業所ソリューションセンタ

- 安川電機 入間事業所（ソリューションセンタ）- 後に工場の敷地の一部を売却し、跡地にイオンスタイル入間が完成した。
- 山田うどん 入間セントラルキッチン（山田食品産業株式会社入間工場）
- 山水電気 埼玉事業所（事業停止）
- TEAC 入間事業所・EMCセンター
- ソーシン 本社・入間工場
- 三共ラヂエーター 本社・工場
- 小金井精機製作所 本社・工場
- 三井研削砥石 本社・工場
- タチエス 武蔵工場
- 大陽ステンレススプリング 埼玉第一、第二、第三工場、08センター
- 大崎エンジニアリング 本社・テクニカルセンター
- イチヤナギ 本社・工場
- ミクロ技研 東京工場
- 入曽精密 本社工場
- フナソー 工場
- 武蔵塗料製造 入間工場
- 杉山チエン製作所 本社・工場
- 松田産業 武蔵工場ほか
- わらべや日洋 入間工場 - セブン-イレブンのコンビニ弁当・サンドイッチなどを製造
- ファーストフーズ 武蔵工場（日本製粉グループ）- コンビニ弁当などの製造
- 堀内食品工業 本社工場：糖衣錠、健康食品の製造
- ナイル商会・インデラ 工場：インデラカレー、スパイス製造
- 中村屋武蔵工場 - 狭山台234。2018年7月18日竣工[21]。2019年に工場見学施設「中華まんミュージアム[22]」開業[21]。大妻女子大学狭山台キャンパス跡地。
- フィルモールド・ラボラトリー 本社・工場

ほか。

### 農業
「狭山茶」が特産物であり、現在も狭山茶の主産地である。名産品としてはそのほか、線維・織物、里芋、うど、椎茸がある。
かつては乳牛や鶏を中心に畜産業も盛んだったが、ベッドタウン化と工業都市化の進行により衰退の一途を辿っている。

### 商業
商業圏では、国道16号に三井アウトレットパーク 入間・コストコホールセール入間倉庫店が、安川通りにイオンスタイル入間が存在する。
- イオンスタイル入間
- 三井アウトレットパーク 入間
- コストコホールセール入間倉庫店

### 金融
- 埼玉りそな銀行
  - 入間支店
  - 武蔵藤沢支店
- 武蔵野銀行入間支店・狭山西支店
- 埼玉縣信用金庫武蔵藤沢支店
- 飯能信用金庫
  - 入間支店
  - 黒須支店
  - 仏子支店
  - 入間西支店
  - 武蔵藤沢支店
- 西武信用金庫入間支店
- 青梅信用金庫
  - 入間支店
  - 金子支店
- いるま野農業協同組合(JAいるま野)
  - 東金子支店
  - 宮寺支店
  - 金子支店
  - 西武支店
  - 入間南支店

### その他の企業
- ユー・エス・エスUSS埼玉会場

## 姉妹都市・提携都市
- 国内
  - 佐渡市（旧 両津市、新潟県）- 1986年10月12日姉妹都市提携[23]
- 海外
  -  ヴォルフラーツハウゼン市（ドイツ連邦共和国バイエルン州） - 1987年10月14日姉妹都市提携[24]
  - 奉化区（中華人民共和国 浙江省寧波市の市轄区。提携当初は奉化市。） - 2000年5月16日友好都市提携[25]

## 教育

### 小学校
- 公立
  - 入間市立豊岡小学校
  - 入間市立黒須小学校
  - 入間市立扇小学校
  - 入間市立東金子小学校
  - 入間市立金子小学校
  - 入間市立宮寺小学校
  - 入間市立藤沢小学校
  - 入間市立藤沢南小学校
  - 入間市立狭山小学校
  - 入間市立西武小学校
  - 入間市立藤沢東小学校
  - 入間市立藤沢北小学校
  - 入間市立仏子小学校
  - 入間市立新久小学校
  - 入間市立東町小学校
  - 入間市立高倉小学校

### 中学校
- 公立
  - 入間市立豊岡中学校
  - 入間市立金子中学校
  - 入間市立武蔵中学校
  - 入間市立藤沢中学校
  - 入間市立西武中学校
  - 入間市立向原中学校
  - 入間市立黒須中学校
  - 入間市立東金子中学校
  - 入間市立上藤沢中学校
  - 入間市立東町中学校
  - 入間市立野田中学校(現在入間市立西武中学校との合併で閉校。)[26]
- 私立
  - 狭山ヶ丘高等学校付属中学校（※中高併設）

### 高等学校
- 公立
  - 埼玉県立入間向陽高等学校
  - 埼玉県立豊岡高等学校
- 私立
  - 狭山ヶ丘高等学校（※中高併設）
  - 東野高等学校
  - 武蔵野音楽大学附属高等学校
  - 日々輝学園高等学校東京校（所在地は入間市下藤沢）

### 特別支援学校
- 公立
  - 埼玉県立入間わかくさ高等特別支援学校

### 大学
- 私立
  - 学校法人OCC 教育テック大学院大学
    - 所在地は学校法人入間平成学園 入間看護専門学校と同一である。

  - 武蔵野音楽大学入間キャンパス
    - 以前は1、2年次の学部生が使用していたが、現在は1年次より江古田キャンパスを使用している。

### 専修学校
- 私立
  - 学校法人入間平成学園 入間看護専門学校

### 各種学校
- 私立
  - 入間地区医師会立 入間准看護学校

## メディア
- コミュニティFM局
  - エフエム茶笛（ちゃっぴー）（77.7MHz 20W）
- ケーブルテレビ
  - 入間ケーブルテレビ

## 交通

### 鉄道路線
東日本旅客鉄道（JR東日本）
■八高線
- - 金子駅 -

西武鉄道（西武）
池袋線
- - 武蔵藤沢駅 -（狭山市区間）- 入間市駅 - 仏子駅 - 元加治駅 -

#### かつて通っていた鉄道
- 中武馬車鉄道
- 入間馬車鉄道

### バス路線
鉄道路線が北側の市境付近に沿って走っているため、南側の住民はおもにバスや車で駅へ向かう。ほとんどのバスは入間市駅から発着している。
- 西武バス
  - 狭山営業所
  - 飯能営業所

#### かつて通っていたバス
- 国際興業バス
  - 飯能営業所 - 新光地区と飯能駅を結ぶ路線が走っていた。
- 西武バス
  - 立川営業所・川越営業所 - 三井アウトレットパーク入間直行便一部管轄
- 立川バス
  - 福生営業所 - 三井アウトレットパーク入間直行便一部管轄

### コミュニティバス
- 2007年入間市内循環バス「てぃーろーど」の運行開始。2018年1月30日、大幅な再編を実施し、ワゴン車による「てぃーワゴン」も導入された。営業は西武バス狭山営業所に委託されている。
- 東京都瑞穂町のコミュニティバスが宮寺地区に乗り入れている。

### タクシー
タクシーの営業区域は県南西部交通圏で、川越市・所沢市・東松山市・飯能市・和光市などと同じエリアとなっている。

### 道路
周辺の自治体に比べて都市計画道路の整備が進んでいる。国道16号の拡幅工事が入間市駅北口区画整理事業との兼ね合いで遅れていたが、2017年3月に工事が完了し、2車線だった区間が4車線化した。
高速道路
- C4首都圏中央連絡自動車道（圏央道） - 入間インターチェンジ、青梅インターチェンジ
  - 青梅ICは道路の一部が入間市に所在しており、金子地区の一部では最寄りとなる。また西武地区の一部では入間ICより狭山日高ICのほうが直近で最寄りとなる。

一般国道
- 国道16号（神奈川県横浜市 - 横浜市）
  - 武蔵バイパス

- 国道299号（長野県茅野市 - 入間市）
  - 飯能狭山バイパス

- 国道463号（埼玉県越谷市 - 入間市）
  - 所沢入間バイパス

- 国道407号（栃木県足利市 - 入間市） - 狭山市根岸交差点から終点までは国道299号と重複。

県道
- 主要地方道
  - 埼玉県道8号川越入間線
  - 東京都道・埼玉県道63号青梅入間線

- 一般県道
  - 埼玉県道・東京都道179号所沢青梅線
  - 埼玉県道195号富岡入間線
  - 埼玉県道218号二本木飯能線
  - 埼玉県道219号狭山下宮寺線
  - 埼玉県道224号武蔵藤沢停車場線
  - 埼玉県道226号入間市停車場線
  - 埼玉県道347号馬引沢飯能線

## 観光
- 入間万燈まつり（10月）
- 彩の森入間公園
- 桜山展望台
- ジョンソン・タウン
- おとうろう祭り（4月中旬）
- 入間茶まつり（5月3日）
- 金子神社
  - 金子神社祭礼（4月下旬）
- 高倉寺（こうそうじ）観音堂（国の重要文化財）
- さいたま緑の森博物館
- 入間市博物館 - 茶をメインテーマとする。館所蔵の「狭山茶の生産用具」は国の登録有形民俗文化財。
- 旧石川組製糸西洋館
- 入間市文化創造アトリエ・アミーゴ

## ゆかりのある人物
太字は元気な入間・生き生き功労賞受賞者。

### 出身者
政治家
- 粕谷義三 - 第22・23代衆議院議長
- 山口祥義 - 公選第18・19・20代佐賀県知事

実業家
- 吉川温恭 - 狭山茶の開祖
- 和田晃一良 - コインチェック創業者

芸術・文化人
- きただりょうま - 漫画家
- 麻生周一 - 漫画家　殺せんせーvs斉木楠雄～入間市最終決戦～を合作。
- 松井優征 - 漫画家　殺せんせーvs斉木楠雄～入間市最終決戦～を合作。
- 宮岡太郎 - 映画監督
- 中村亮介 - 将棋棋士
- 中村桃子 - 将棋女流棋士
- 神山典士 - ノンフィクション作家　市のイベントやプロジェクトにも多数携わっている。
- 滝口悠生 - 小説家
- 桑村さや香 - 脚本家
- 小林駿介 - 工学者、東京農工大学名誉教授、元国際液晶学会副会長、元日本液晶学会会長
- 吉田裕 - 歴史学者、一橋大学名誉教授、東京大空襲・戦災資料センター館長

芸能・放送界
- 湖月わたる - 宝塚歌劇団星組男役トップスター
- 関根裕介 - 俳優
- 清水美那 - 俳優
- デビット伊東 - 俳優、タレント、元B21スペシャル
- 朝日奈央 - タレント、元アイドリング!!!15号　2021年6月1日、「いるまPR大使」に就任。
- 伊藤愛真 - タレント、歌手
- 池田一真（しずる） - お笑いタレント
- 浜谷健司（ハマカーン） - お笑いタレント
- 千葉ゴウ（入間国際宣言） - お笑いタレント
- ゆっちゃん（元ちんぺい、元フラッパー☆） - お笑いタレント
- 伊野尾慧（Hey! Say! JUMP） - アイドル、歌手、タレント、俳優
- 熊澤風花（Task have Fun） - アイドル、歌手
- パティ - 歌手
- 亜沙（和楽器バンド） - 音楽家（ボカロP）
- かかずゆみ - 声優
- 河井純一（MAY'S） - 音楽家
- 杉山勝彦 - 音楽家、ソングライター
- 前野健太 - シンガーソングライター
- はたゆりこ - シンガーソングライター、タレント
- 小宮悦子 - フリーアナウンサー、元テレビ朝日アナウンサー　※出生地は東京都
- 加藤シルビア - TBSアナウンサー
- 辛坊治郎 - フリーアナウンサー、元読売テレビアナウンサー・解説委員　※出生地は大阪府
- 宮澤智 - フジテレビアナウンサー

スポーツ
- 増岡浩 - ラリーレーシングドライバー
- 金沢浄 - プロサッカー選手
- 山本僚 - プロサッカー選手
- 富所悠 - プロサッカー選手
- 山内寛史 - プロサッカー選手
- 門倉健 - プロ野球選手
- 金剛弘樹 - プロ野球選手
- 中山光久 - プロ野球選手
- 元気美佐恵 - プロレスラー
- SAGAT - プロレスラー
- 増岡加奈子 - バスケットボール選手
- 今平周吾 - プロゴルファー
- 田中秀 - ラグビー選手
- 小田島理恵 - 女子車いすバスケットボール選手

その他
- 安田純平 - フリージャーナリスト

### 在住者
- 山口由里子 - 声優
- 藤原和博 - ナレーター
- 山中梅鉢 - 漫画家

### 入間少年相撲クラブ出身者
関取経験のある大相撲力士のみ記載
- 大栄翔勇人 - 大相撲力士　※出身地は埼玉県朝霞市
- 北勝富士大輝 - 元大相撲力士　※出身地は埼玉県所沢市
- 栃大海雄 - 大相撲力士　※出身地は埼玉県越谷市、入間市立黒須中学校卒業
- 栃武蔵陽太 - 大相撲力士

### 名誉市民
- 桒田愛三 - 元埼玉県議会議長
- 三吉道雄 - 豊岡町長、武蔵町長、入間市長を歴任
- 水村仁平 - 元入間市長
- 木下博 - 元入間市長
- 椙山定太郎 - 元入間市工業会会長・元入間市商工会会長

## 入間市内がモデルの作品
- 夫婦道 - 2007年4月 - 6月に放送されたTBSドラマ。同番組に「いるま」と書かれた物が多く出ている。最初のOPのシーンでは「新久小学校体育館」が映っている。2009年4月から6月まで、続編として水曜劇場夫婦道が放送された。
- ホッタラケの島 〜遥と魔法の鏡〜 - 市内にある出雲祝神社、ハタヤの稲荷をモデルに使用したアニメ映画である。
- 殺せんせーvs斉木楠雄～入間市最終決戦～ - 『週刊少年ジャンプ』（集英社）に連載を持つ松井優征と麻生周一の出身であることを縁として生まれた、入間市を舞台とした『暗殺教室』（松井）と『斉木楠雄のΨ難』（麻生）のコラボレーション企画。『少年ジャンプNEXT!』（集英社）2012 AUTUMN及び2013 SUMMERに掲載された。前者は暗殺教室2巻、後者は7巻の、それぞれ巻末に収録されている。なお、作中に登場する架空のまんじゅう「いるまんじゅう」を実際に作ってほしいとの要望が市に寄せられたため、商品が開発され販売されている[28] 。
- ヤマノススメ - 隣の飯能市を舞台にしたアニメ。入間市の桜山展望台から飯能側を見た風景がたびたび登場する。
- なんくる姉さん - 久米田康治原作、ヤス作画の漫画。『ヤングマガジンサード』（講談社）で連載されていた。
- めがみさま - 市内出身の映画監督宮岡太郎の作品。
- この恋、茶番につき!? - 入間市在住の山中梅鉢による漫画作品。狭山茶農家の娘が主人公のラブコメで『BE・LOVE』（講談社）にて連載中。2023年4月現在、コミックス7巻まで発売されている。
- ラストサマーウォーズ - 小学6年生が自主映画製作に挑戦する姿を描いた青春映画。入間市を中心に撮影が行われ、市内の多数の団体・企業が協力や後援という形でバックアップしている。
- 亜人-入間市内が舞台となっている。主人公の出身地も入間市の設定である。